# Лабор
Лабор (словен. Labor, итал. Laura) је насељено место у општини Копар, Обално-крашка регија, Словенија.

## Историја
До територијалне реорганизације у Словенији био је у саставу старе општине Копар.

## Становништво
У попису становништва из 2011. године, Лабор је имао 46 становника.
| Број становника према пописима | Број становника према пописима | Број становника према пописима |
| ------------------------------ | ------------------------------ | ------------------------------ |
| 1991                           | 2002                           | 2011                           |
| 32                             | 36                             | 46                             |